# Борки (Абанский район)
Борки — деревня в Абанском районе Красноярского края России. Входит в состав Петропавловского сельсовета.

## История
Основана в 1732 году, бежавшими от гонений старообрядцами. К 1926 году состояла из 66 хозяйств, основное население — русские. В составе Канарайского сельсовета Абанского района Канского округа Сибирского края.

## Население
| 1926 | 1989 | 2002 | 2010 |
| ---- | ---- | ---- | ---- |
| 364  | ↘117 | ↘105 | ↘83  |